# バルカブ蜂起
バルカブ蜂起は、アフガニスタンのサーレポル州バルカブ地区でタリバンに対するハザーラ人の反乱である。メフディ・ムジャヒドが主導し、メフディ・ムジャヒド軍がバルカブ地区を占領した後、2022年6月23日に始まった。
当初、タリバンはメフディ・ムジャヒドが宣戦布告しても真剣に受け止めなかった。彼が自分の戦闘員を集め、生まれ故郷のバルカブ地区をすぐに掌握した後、タリバンは軍隊を配備し、メフディと彼の武装勢力を大きく上回った。

## 背景
タリバンと、その唯一のハザラ系シーア派司令官であるメフディ・ムジャヒド間の緊張は、タリバンが2021年ターリバーン攻勢でアフガンを占領した後、指導者がバルカブでの石炭採掘をより支配的にしようとしたことから始まった。
タリバンの限界は、彼がハザラ人や他のシーア派イスラム教徒に対する扱いや女子校の閉鎖について公にタリバンを批判し始めたときだった。これにより、タリバンは彼をバーミヤン州の情報機関のトップから解任した。

## 戦争
諜報部長の座を追われたメフディ・ムジャヒドはタリバンを去り、タリバンに宣戦布告した。メフディ・ムジャヒドはすぐにバルカブ地区を占領し、タリバンの地区総督を解任し、彼の勢力内のシーア派ハザラ人と交代させた。バルカブを占領した後、メフディ・ムジャヒドは、ハザラ人からこの地区を武力で奪うことは誰にもできないと言った。タリバンは当初、推定500人の戦闘員を集め、サマンガーン州ダラ・イ・スフィ・バラ地区とバーミヤーン州ヤカウラン地区の2方向からメフディを捕らえる計画を立てた。
またタリバンはカリ・サラフディン・アユビ率いるジョウズジャーン州とファーリヤーブ州のウズベク人コミュニティのメンバーにも、メディ捕獲のために少なくとも200人の戦闘員を提供するよう要請したが、彼らは拒否した。
2022年6月13日現在バルカブ地区全体がメフディ・ムジャヒドの勢力に支配された。
一般市民、旧アフガン政府軍の退役軍人、リワ・ファテミユンの戦闘員など、多くの人々がメフディの指揮下に入った。
情報筋によると、ISPKはバルカブで攻撃を行っており、バルカブ地区のコタル・レギに配備され同地区から攻撃を行ったという。
2022年6月23日、タリバンはバルカブの占領を試みたが、抵抗が激しく、バルカブに入ることさえできなかった。民族抵抗戦線スポークスマンのSebghat Ahmadiは公式ツイートで、「本日午前7時、タリバンは勇敢で正義を求めるバルカブの人々を、コム・コタル・サンチャラク・ルートから攻撃しようとした」と述べた。地元の人々によると、タリバンはメフディ・ムジャヒドを捕らえ、彼の軍隊を倒すために、様々な方向から軍隊をバルカブに送った。メフディ・ムジャヒドは、彼の軍隊は6月23日に2回、24日朝に1回のタリバンによる攻撃を撃退し、かなりの数のタリバン戦闘員を殺害したと述べた。ハザラ人の政治家ムハンマド・モハッケクはメフディを支持し、メフディ・ムジャヒドへの攻撃は「ハザラ人との戦争を意味する」とタリバンに警告した。
両軍はデズダン渓谷、ドズダン・ダラ、コム・コタル、アブ・エ・カラン地区で戦闘を行い、数十人の死傷者が報告され、タリバンの方がより多くの犠牲者を出した。メフディ・ムジャヒドに近い情報筋によると、タリバン軍はメフディ軍に制圧された後、いくつかの戦線から撤退したという。
6月25日、タリバンはメフディ・ムジャヒドの自宅を空爆したが、彼や彼の家族は負傷も死亡もしていない。
月3日、タリバンは降伏したメフディ・ムジャヒドの戦闘員9人を処刑した。タリバン戦闘員はバルカブでも市民に対して残虐行為を行った。月6日、タリバンは約8000人の戦闘員を配備し、バルカブ地区全域を包囲し、出入りを禁止した。タリバンはまた、バルカブのインターネットをすべて遮断した。メフディ・ムジャヒドは、希望を失わず、タリバンに対して懸命に戦うよう戦闘員に促した。
同じくハザラ人の政治家でアフガニスタン・イスラム統一党のリーダーであるカリーム・ハリーリーは、タリバンのバルカブ市民に対する扱いを批判した。「この戦争において、人道に対する罪の明らかな兆候がある。民間人は直接、意図的に攻撃され、人々の家や財産は略奪された。さらに、この地域の通信とネットワークは遮断され、人々に食料を供給するための輸送ルートは完全に遮断された。」
7月初旬頃、タリバンは反政府勢力に対する作戦の一環として、バクラブ近郊のゴルワルツ村を占領した。この作戦中、タリバンによる、主にハザラ人に対するいくつかの戦争犯罪が報告され、難民が近隣の州に逃れた。
紛争はタリバンの勝利と、イラン国境に近いコーサンの町でのメフディ・ムジャヒドの死で終結した。

## 戦争犯罪と人権侵害
バルカブ地区周辺の田舎では、紛争中、タリバンがシーア派ハザラ住民に対して一連の戦争犯罪を犯した。2022年6月29日、アフガニスタン独立人権委員会（AIHRC）は、タリバンが民間人や捕虜を処刑し、民間人の家に放火し、民間人を強制移住させ、民間インフラを爆撃したと発表した。AIHRCはタリバンの行為を戦争犯罪に分類した。ルクシャナ・メディアによると、7月1日現在、タリバンによって殺害された民間人のうち23人の身元が確認され、29人は身元不明のままである。7月2日、Hasht-e Subhは、150人の市民がタリバンによって殺害され、何人かは拷問を受けたと推定している。また、推定27,000人が避難している。アリー・スィースターニーは、避難民となったハザラ人に食糧やその他の基本的必要品を約1,000包送り、ババ・マザリ財団は約80包を送った。